# Баретта
Баретта (англ. Baretta) — американский телесериал, который транслировался на канале ABC с 17 января 1975 по 18 мая 1978 года. Шоу является спин-оффом сериала «Тома», выходившего в 1973—1974 годах и было создано новеллистом Стефеном Дж. Кэннелом. Сериал рассказывало о нестандартном полицейском Тони Баретта, который живёт с большим желтохохлым какаду в захудалом отеле на востоке США и применяет странные методы в раскрытии преступлений.
Сериал транслировался на ABC в течение четырёх сезонов и имел умеренный успех в рейтингах, за исключением второго сезона, который попал в список 10 самых наблюдаемых программ года. Однако сериал получил хорошие отзывы от критиков, а в 1976 и 1977 годах номинировался на премию «Эмми» за лучший драматический сериал, а также ряд других наград. Роберт Блейк, сыгравший главную роль, в 1975 году выиграл премию «Эмми» за лучшую мужскую роль в драматическом телесериале, а в 1976 году получил «Золотой глобус» за лучшую мужскую роль в телевизионном сериале — драма.